# Cimetière national de fort Leavenworth
Le cimetière national de fort Leavenworth est un cimetière national des États-Unis situé à fort Leavenworth, une installation de l'armée des États-Unis au nord de Leavenworth, au Kansas. Il est officiellement créé en 1862, mais est utilisé comme lieu de sépulture dès 1844. Le cimetière est le lieu de repos de huit récipiendaires de la médaille d'honneur, mais la plupart sont des soldats inconnus de la guerre. Il est nommé en l'honneur du brigadier général Henry Leavenworth, qui est ré-inhumé en 1902 dans le cimetière de Woodland à Delhi, dans l'État de New York. Administré par le département des États-Unis des affaires des anciens combattants, il occupe environ 36,1 acres (14,6 ha) et est le lieu de 22 679 inhumations, à la fin de 2005.

## Histoire
Le 17 juillet 1862, le Congrès adopte une loi qui autorise l'achat de terrains pour des cimetières afin d'être utilisée « pour les soldats qui sont morts au service du pays ». En 1870, les restes de près de 300 000 morts de l'Union ont été enterrés dans 73 cimetières nationaux. La plupart des cimetières sont situés à proximité d'anciens champs de bataille ou de ce qui a été en temps de guerre des camps. Le cimetière national de fort Leavenworth est l'un des plus grands, sur 36,1 acres. Le cimetière de Leavenworth est également étroitement associé à la Western Branch National Military Home, « maison des anciens soldats » (maintenant le centre médical Eisenhower des affaires des anciens combattants) et devient un cimetière national en 1973.
En raison de la tradition militaire, le cimetière est à l'origine divisé en zones funéraires pour le personnel engagé et un espace séparé pour les officiers, mais, en 1858, les restes sont inhumés dans un seul site. Dans les années suivant la guerre de Sécession, les corps des soldats de l'Union de Kansas City, au Kansas et d'Independence, dans le Missouri, sont ré-inhumés dans le cimetière national à fort Leavenworth. En outre, le cimetière est utilisé comme lieu de sépulture pour les soldats qui ont servi sur des postes de la frontière au Nouveau-Mexique, en Arizona, au Colorado et au Wyoming. En 1870, il y a plus de 1 000 soldats de l'Union inhumés au fort Leavenworth, avec environ 170 civils et 7 prisonniers de guerre confédérés. Après les guerres indiennes, entre 1885 et 1907, de nombreux avant-postes de l'armée dans l'ouest sont abandonnés et près de 2 000 corps sont inhumés au fort Leavenworth.
Le cimetière national du fort Leavenworth est inscrit sur le Registre national des lieux historiques le 15 juillet 1999.

## Sépultures notables
- Récipiendaires de la médaille d'honneur
  - Capitaine Harry Bell, pour ses actions lors de la guerre américano-philippine
  - Capitaine Thomas W. Custer, le frère de George Armstrong Custer, deux fois récipiendaire : pour une première action lors de la bataille de Namozine Church, la seconde pour une action à la bataille de Sayler's Creek, toutes deux pendant la guerre de Sécession
  - Lieutenant Junior William E. Hall, pour son action lors de la Seconde Guerre mondiale
  - Caporal John Kile, pour son action lors des guerres indiennes
  - Soldat Fitz Lee, pour son action lors de la guerre hispano-américaine
  - Soldat George Miller, pour son action lors de des guerres indiennes
  - Soldat Edward Pengally, pour son action lors des guerres indiennes
  - Premier sergent Joseph Robinson, pour son action lors des guerres indiennes
- Autres
  - Brigadier général Henry Leavenworth, homonyme du fort Leavenworth
  - Sergent Donald Walters, récipiendaire de la Silver Star, tué au combat lors de la guerre en Irak
  - Capitaine George Wilhelmus Mancius Yates, 7th Cavalry sous les ordres du lieutenant-colonel George Armstong Custer, tué au combat lors de la bataille de Little Bighorn, dans le Montana
  - Le lieutenant-colonel James Allen, officiellement le premier a y être inhumé.